# 路扬
路扬（1917年—2001年6月6日），原名路天庚，男，直隶（今河北）临城人，中华人民共和国军事人物，中国人民解放军少将，曾任河南省军区政治委员。